# Pozwolenie
Pozwolenie w sensie prawnym zwane niekiedy również zezwoleniem to możliwość indywidualnego uchylenia generalnego zakazu podejmowania danej działalności. Uznaje się bowiem, że pewne działalności nie mogą być, z różnych względów, powszechnie dostępne dla wszystkich podmiotów, wymagają one reglamentowania przez państwo (np. pozwolenie na budowę, pozwolenie na broń).